# High-density lipoprotein
High-density lipoprotein eller HDL är en grupp lipoproteiner som finns i blodet. HDL innehåller mycket kolesterol, och HDL-partiklarna är vad som brukar kallas för "det goda kolesterolet". HDL:s uppgift är att föra bort överskott av kolesterol från kroppens vävnader till levern. HDL kan existera i två olika former, antingen diskformad eller sfärisk.
När HDL är nysyntetiserat är det diskformat men får en sfärisk form då det har samlat på sig kolesterolet. Lågt HDL-värde innebär statistiskt sett ökad risk för hjärt- och kärlsjukdom, och är en delkomponent i metabolt syndrom.
High-density lipoprotein (HDL) är en av 5 huvudgrupper av lipoproteiner (kylomikroner, VLDL, IDL, LDL och HDL) som gör det möjligt för kroppen att transportera fetter som kolesterol och triglycerider i blodet. Hos friska personer transporteras omkring 30 % av allt kolesterol i blodet i HDL.
Man tror att HDL kan avlägsna kolesterol från plackbildningar i artärerna och transportera tillbaka det till levern för utsöndring ut ur kroppen eller för användning på nytt. Detta är det huvudsakliga skälet till att HDL-bundet kolesterol ibland kallas "det goda kolesterolet". En hög nivå av HDL-kolesterol verkar kunna skydda mot hjärt- och kärlsjukdom och låga nivåer av HDL-kolesterol (mindre än 40 mg/dL) öka risken för hjärt- och kärlsjukdom.[1] Detta i motsats till "det onda kolesterolet" som finns i low-density lipoprotein (LDL).

## Struktur och funktion
Med en diameter mellan 5 och 15 nm är HDL den minsta av kroppens lipoproteiner och har högst densitet eftersom det innehåller högst andel av proteiner. De dominerande apolipoproteinerna är apo A-I och apo A-II. Levern bildar lipoproteiner som ett komplex av apolipoproteiner och fosfolipider och som har formen av kolesterol-fria tillplattade lipoproteinpartiklar. Dessa har kapacitet att plocka upp kolesterol från celler genom interaktion med ATP Binding Cassette Transporter A1 (ABCA1). Ett plasmaenzym, lecitin-cholesterol acyltransferase (LCAT), omvandlar fritt kolesterol till kolesterylester (en mera fettlöslig form av kolesterol) som hamnar i mitten av lipoproteinpartikeln och gör den sfärisk. I och med att HDL cirkulerar i blodbanorna ökar partiklarna i storlek genom att inkorporera mera kolesterol och fosfolipider från celler och andra lipoproteiner, t.ex. genom interaktion med ABCG1 transporter och phospholipid transport protein (PLTP).
HDL levererar det mesta av sitt kolesterol till levern eller till steroidproducerande organ som binjurar, äggstockar och testiklar via direkta eller indirekta vägar. De direkta vägarna inbegriper HDL-receptorer som scavenger receptor BI (SR-BI) som medierar ett selektivt upptag av kolesterol från HDL. Hos människor är troligen de viktigaste vägarna indirekta varav en medieras via cholesteryl ester transfer protein (CETP). Detta protein byter ut triglycerider från very low density lipoprotein (VLDL) till kolesterylestrar från HDL. Det resulterar i att VLDL omvandlas till LDL som kan avlägsnas från cirkulationen via LDL-receptor-vägen. Triglycerider är inte stabila i HDL utan degraderas via hepatiskt lipas (HL) så att det till slut bildas små HDL-partiklar som på nytt kan ta upp kolesterol från cellerna.
Kolesterol som levereras till levern utsöndras i gallan och vidare ut i tarmarna antingen direkt eller efter omvandling till gallsyror. Transport av HDL-kolesterol till binjurarna, äggstockarna och testiklarna är viktigt för bildningen av steroidhormoner.
Flera steg i metabolismen av HDL kan bidra till transport av kolesterol från aterosklerotiska lipidfyllda makrofager (skumceller) till levern för utsöndring till gallan. Denna väg kallas den omvända kolesteroltransporten och anses förklara en stor del av den skyddande funktionen av HDL mot ateroskleros (åderförkalkning).
HDL innehåller många olika lipider och proteiner. Många av dessa finns i väldigt låga koncentrationer men är trots det biologiskt aktiva. HDL och dess proteiner och lipider bidrar till att hämma oxidation, inflammation, aktivering av endotel, koagulation eller trombocytaktivering. Alla dessa egenskaper kan medverka till HDL:s förmåga att skydda mot ateroskleros. Det är inte känt vilka faktorer som är mest betydelsefulla.
Kompositionen av HDL förändras vid stress respons i samband med inflammatoriska sjukdomar. Bland annat sker en anrikning av serum amyloid A, ett akutfas protein som produceras via bildning av cytokiner (IL-1, IL-6) och kortisol från binjurebarken. Vid den inflammatoriska härden så medför detta ansamling och aktivering av leukocyter (vita blodkroppar). Vid kronisk inflammation kan det leda till amyloidos.
Vissa studier har visat att koncentrationen av stora HDL-partiklar bättre återspeglar den skyddande funktionen av HDL än den totala koncentrationen av HDL partiklar. Kvoten av stora HDL-partiklar per totala HDL-partiklar varierar kraftigt och kan bara mätas med mer sofistikerade laboratoriemetoder som elektrofores och NMR.

## Epidemiologi
Män tenderar att ha lägre nivåer av HDL med mindre storlek och lägre kolesterolinnehåll än kvinnor. Män har också en högre incidens av hjärtkärlsjukdom.
Epidemiologiska studier har visat att höga koncentrationer av HDL (mer än 60 mg/dL) har ett skyddande värde mot hjärt- och kärlsjukdom som ischemisk stroke och hjärtinfarkt. Låga koncentrationer av HDL (mindre än 40 mg/dL hos män och 50 mg/dL hos kvinnor) ökar risken för aterosklerotisk sjukdom.
Studier, som Farmingham Heart Study, har visat att vid en given koncentration av LDL så ökar risken för hjärtsjukdom 10 ggr om HDL varierar från hög till låg. Omvänt, vid en given nivå av HDL, så ökar risken 3 ggr om LDL varierar från låg till hög.
Även personer med väldigt låga nivåer av LDL-kolesterol har en viss ökad risk om deras HDL-nivåer inte är tillräckligt höga.

## Rekommenderade nivåer
American Heart Association, NIH och NCEP tillhandahåller riktlinjer för HDL nivåer (hos fastande män) och risken för hjärtsjukdom:
Nivå <40 mg/dL (<1.03 mmol/L) - Tolkning; Låga HDL-nivåer, ökad risk för hjärtsjukdom, <50 är värdet för kvinnor.     
Nivå 40–59 mg/dL (1,03-1,52 mmol/L) - Tolkning; Medium HDL-nivåer.
Nivå >60 mg/dL (>1,55 mmol/L) - Tolkning; Höga HDL-nivåer, optimala förhållanden som anses skydda mot hjärtsjukdom.

## Minne
Samband mellan nivåerna av HDL-kolesterol och demens har påvisats. Personer med höga HDL-nivåer tycks vara mindre benägna att utveckla demens. Låg HDL-kolesterol nivå hos medelålders personer har också associerats till minnesförlust.

## Höja HDL-nivåerna

### Läkemedel
Farmakologisk behandling för att öka HDL-kolesterol inkluderar fibrater och niacin. Intag av farmakologiska doser av niacin kan öka HDL-nivåerna med 10-30 %  och är idag den mest kraftfulla behandlingen för att höja HDL-kolesterol.  En randomiserad klinisk studie har visat att den här typen av behandling kan signifikant minska utvecklingen av ateroskleros och hjärtkärlhändelser.
Användning av statiner är en effektiv behandling mot höga nivåer av LDL-kolesterol men har liten eller ingen effekt för att höja HDL-kolesterol.
Torcetrapib, ett lovande nytt läkemedel som utvecklats av Pfizer för att öka HDL genom hämning av CETP, stoppades efter att en högre procentuell andel av patienter som behandlats med en kombination av torcetrapib och Lipitor (statin) dog jämfört med patienter som enbart behandlades med Lipitor. Merck håller för närvarande på att utveckla ett liknande preparat, anacetrapib. Även Roche har pågående forskning kring denna typ av läkemedel, dalcetrapib.

### Kost och livsstil
Vissa förändringar i livsstil kan ha en positiv effekt för att höja HDL-nivåerna:
träning,;
viktminskning, sluta röka, undvikande av trans-fetter i kosten, måttlig konsumtion av alkohol (ett glas om dagen) ökar HDL-kolesterolnivåerna, speciellt hos kvinnor. HDL transporterar kolesterol till levern och kolesterol är känt för att ha skyddande effekt på cellmembran. Det är troligt att mera kolesterol i levern skyddar mot alkohol.; 
Tillsats av lösliga fibrer i kosten;
Kosttillskott som omega-3 fiskolja ;